# Dave McPherson
David „Dave“ McPherson (* 28. Januar 1964 in Paisley) ist ein ehemaliger schottischer Fußballspieler. Als Innenverteidiger war er gleichsam erfolgreich in Schottland für die Glasgow Rangers und Heart of Midlothian unterwegs und gewann dreimal die schottische Meisterschaft, zweimal den FA Cup und viermal den Ligapokal. Darüber hinaus absolvierte er 27 A-Länderspiele für die schottische Nationalmannschaft und war Teil des Kaders der WM-Endrunde 1990 in Italien und der Euro 1992 in Schweden. Dort kam er in allen sechs Gruppenspielen zum Einsatz.

## Sportlicher Werdegang

### Glasgow Rangers und Heart of Midlothian (Teil 1)
McPherson war bereits im frühen Alter als talentierter Fußballer aufgefallen. Nach ersten Erfahrungen für seine Schule Crookston Castle Secondary waren es seine Auftritte für Pollok United, die die Scouts der Glasgow Rangers aufmerksam auf ihn machten. Dabei war sein Mannschaftskamerad Billy Davies eigentlich begutachtet worden, der auf dem Notizzettel diverser britischen Fußballvereine gestanden hatte. Während also Davies in Augenschein genommen werden sollte, fiel sein Mitspieler McPherson auf und nachdem sich Davies den Rangers angeschlossen hatte, sollte sich ihm McPherson zum Jugendtraining unter Joe Mason und David Provan dazugesellen.
Um Spielpraxis zu sammeln, ließen ihn die Rangers beim Kooperationsverein Gartcosh United zu Spielen auflaufen, während er parallel von der Ausbildung der Rangers profitierte und dazu später in der Reservemannschaft zum Einsatz kam. Mit einer Körpergröße von 1,91 Meter zeigte er sich im jungen Alter physisch sehr präsent mit Führungsqualitäten und konnte in der Vierer-Abwehrkette entweder auf rechten Innenverteidigerposition oder als Außenverteidiger aufgeboten werden. Sein erstes Pflichtspiel für die Profis absolvierte er im September 1981 im Ligapokal gegen Brechin City; es folgte im Februar 1982 ein weiterer Einsatz im FA Cup gegen die Albion Rovers (6:2). Dass er in diesem Spiel bereits einen Elfmeter im Alter von 17 Jahren übernahm (und verwandelte), zeigte sein frühes Selbstbewusstsein. Zwar wirkte er technisch gelegentlich etwas unbeholfen, aber seine kraftvollen Vorstöße aus der Defensive nach vorne, waren für den Gegner oft nur schwer zu stoppen. Als sich in der Saison 1982/83 Craig Paterson verletzte, eröffneten sich McPherson weitere Gelegenheiten und nach der Jahreswende eroberte er sich einen festen Platz in der Mannschaft. Sein erstes Ligator erzielte McPherson am 5. Februar 1983 beim 1:1-Heimremis gegen den FC Dundee. Nur drei Monate später stand er in der Startelf im Endspiel des schottischen Pokals, das mit einer 0:1-Niederlage gegen den FC Aberdeen endete. Der Trainerwechsel von John Greig zu Jock Wallace machte für McPherson keinen großen Unterschied, denn er verpasste kein einziges Ligaspiel in der Saison 1983/84. Dazu gewann er am 25. März 1984 im Ligapokalfinale gegen den Lokalrivalen Celtic seine erste Trophäe, die er im Jahr darauf mit einem 1:0-Endspiel gegen Dundee United verteidigte. Obwohl McPherson primär als Abwehrspieler bekannt war, eroberte er sich im Jahr 1983 den vereinsinternen Europapokal-Rekord mit vier Toren der Rangers in einem Spiel gegen den FC Valletta (8:0) aus Malta (im Europapokal der Pokalsieger).
Unter dem neuen Spielertrainer Graeme Souness, der zahlreiche Änderungen im Kader umsetzte und dabei auf etablierte Akteure anstelle von Talenten aus der eigenen Jugend vertraute, blieb McPhersons sportliche Perspektive hingegen unverändert gut. Er bildete gemeinsam mit dem englischen Nationalmannschaftskapitän Terry Butcher die neue Rangers-Abwehrmitte und der Umbau führte dazu, dass der Verein nach neun Jahren endlich wieder die schottische Meisterschaft gewann und nur 23 Gegentore in 44 Ligapartien kassierte. Dazu schoss er acht Pflichtspieltore, darunter ein Siegtreffer bei Dundee United und ein wichtiges Ausgleichstor daheim gegen Hibernian Edinburgh. Weniger Glück war ihm in den Pokalwettbewerben beschieden. Zunächst verpasste er das siegreiche Endspiel im Ligapokal gegen Celtic (2:1) aufgrund einer Sperre und verschuldete maßgeblich das Gegentor zum 0:1-Endstand und letztlich das Aus im FA Cup gegen Hamilton Academical (0:1) – damit endete auch der britische Rekord von Torhüter Chris Woods mit 1.196 Minuten in Serie ohne Gegentor. Dessen ungeachtet überraschte es, als Trainer Souness im Sommer 1987 einem Wechsel von McPherson zum Ligakonkurrenten Heart of Midlothian zustimmte. Ersatz folgte in Person von Graham Roberts, aber spätestens nachdem sich Butcher das Bein brach, wurde offensichtlich, dass es der neuen Abwehrformation an Stabilität fehlte. McPherson fand sich gut in der Hearts-Mannschaft ein, die von den Ex-Rangers-Spielern Alex MacDonald und Sandy Jardine trainiert wurde, und gewann in der Saison 1987/88 die Vizemeisterschaft – zwei Punkte vor den Rangers. Auch seine neuen Mitspieler Hugh Burns, Sandy Clark und Kenny Black waren bei den Glasgow Rangers aktiv gewesen.
In den insgesamt fünf Jahren für die „Hearts“ war McPherson eine wichtige Konstante in der Innenverteidigung und verpasste nur selten ein Spiel. Er absolvierte 233 Pflichtspiele und schoss dabei 19 Tore. Dazu war er in den Jahren 1990 und 1992 jeweils Teil des schottischen Kaders für die WM-Endrunde in Italien sowie für die Euro in Schweden und bestritt alle sechs Vorrundenpartien.

### Glasgow Rangers und Heart of Midlothian (Teil 2)
Nach der Europameisterschaft kehrte McPherson für eine Ablösesumme von 1,3 Millionen Pfund zu den Rangers zurück, wobei die restriktive Ausländerregelung in Europapokalspielen dafür mitverantwortlich war. Dazu erhielt Trainer Walter Smith einen verlässlichen Abwehrspieler zurück, der den Klub und die Anforderungen kannte. Die Saison 1992/93 wurde zu einer der erfolgreichsten Spielzeiten in der Vereinsgeschichte mit dem Gewinn des „Triples“ aus schottischer Meisterschaft, FA Cup und Ligapokal. Da der etatmäßige Rechtsverteidiger Gary Stevens mit Verletzungsproblemen zu kämpfen hatte, half McPherson dort aus, was möglicherweise ein Faktor war, dass seine Karriere in der schottischen Nationalmannschaft zu Ende ging. Zunehmende Blessuren in der Saison 1993/94 sorgten dafür, dass er vergleichsweise wenige 28 Ligaeinsätze bestritt, die jedoch zum erneuten (nun zum dritten Mal für ihn) Meistertitel führten. Dazu gesellte sich sein vierter Ligapokalerfolg nach einem Finalsieg gegen die „Hibs“. Die erhoffte Wiederholung des Dreifacherfolgs misslang jedoch und McPherson trug zur 0:1-Finalniederlage im FA Cup gegen Dundee United durch einen etwas missglückten Rückpass bei. Er bestritt sein letztes Spiel für die Rangers am 22. Oktober 1994 beim FC Motherwell (1:2), bevor ihn in der folgenden Woche gegen Celtic Alan McLaren vertrat. McLaren war zuvor im Tausch mit McPherson plus 1,25 Millionen Pfund von den Hearts verpflichtet worden. Dieser wurde damit zum ersten Spieler des 20. Jahrhunderts der für zweimal für die Rangers und danach einen anderen schottischen Erstligisten auflief.
Mittlerweile im Herbst seiner aktiven Karriere angekommen, war er weiter eine feste Größe der Hearts, half aber auch dabei, junge Abwehrspielertalente wie Paul Ritchie und Gary Locke zu unterstützen. Höhepunkt war im Jahr 1998 der erneute Gewinn des schottischen Pokals. Gegner war sein Ex-Klubs Rangers (2:1), gegen die die Hearts zwei Jahre zuvor noch deutlich mit 1:5 verloren hatten. Nach dem Ende seiner schottischen Profilaufbahn war er zum Ende des 20. Jahrhunderts in Australien beim Carlton SC in Melbourne unterwegs, bevor er in seine Heimat zurückkehrte. Dort ließ er die aktiven Karriere beim Zweitligisten Greenock Morton auf, übernahm erste Trainerarbeiten und stieg mit dem Klub der Saison 2000/01 in die Drittklassigkeit ab. Als Assistent von Peter Cormack fokussierte sich McPherson fortan auf seine Coaching-Arbeiten. Als Cormack den Klub im März 2002 verließ, wurde McPherson zum neuen Spielertrainer befördert, konnte jedoch auch nicht verhindern, dass Greenock Morton in die vierte Liga als Tabellenletzter durchgereicht wurde. Nach gerade einmal 13 Spielen der anschließenden Saison 2002/03 wurde er entlassen, obwohl der Verein nur drei Punkte hinter der Tabellenspitze lag.
Anschließend betätigte sich McPherson im Sportmanagement und begann damit, Spielern seiner Ex-Klubs Beratungsleistungen anzubieten. Er wurde sowohl bei den Rangers (2014) als auch bei den Hearts (2018) in die Hall of Fame des Vereins aufgenommen.

### Schottische Nationalmannschaft
McPherson bestritt sein erstes A-Länderspiel für Schottland am 26. April 1989 gegen Zypern (2:1) und trotz zuvor geringer Erfahrung wurde er nicht nur in den schottischen Kader für die WM-Endrunde 1990 in Italien nominiert, sondern lief auch in allen drei Gruppenspielen auf, nach der Schottland jedoch schon wieder abreisen musste. Aufgrund seiner weiter beständigen Leistungen bei der Hearts blieb McPherson eine feste Größe im schottischen Team und verpasste nur ein Spiel im Verlauf der Qualifikation für die Euro 1992. Dort bestritt er ein weiteres Mal drei Gruppenspiele und wie zwei Jahre zuvor verpasste Schottland auch bei der Euro 1992 die Qualifikation für die K.o.-Spiele. Bitter endete McPhersons Länderspielkarriere mit dem 27. Einsatz im April 1993 mit einer deutlichen 0:5-Niederlage gegen Portugal in der WM-Qualifikation. Als einer von mehreren älteren Spielern wurde er fortan nicht für die „Bravehearts“ berücksichtigt.

## Titel/Auszeichnungen
- Schottische Meisterschaft (3): 1986/87, 1992/93, 1993/94
- Schottischer Pokal (2): 1992/93, 1997/98
- Schottischer Ligapokal (4): 1983/84, 1984/85, 1992/93, 1993/94